# Stazione meteorologica di Alghero Fertilia

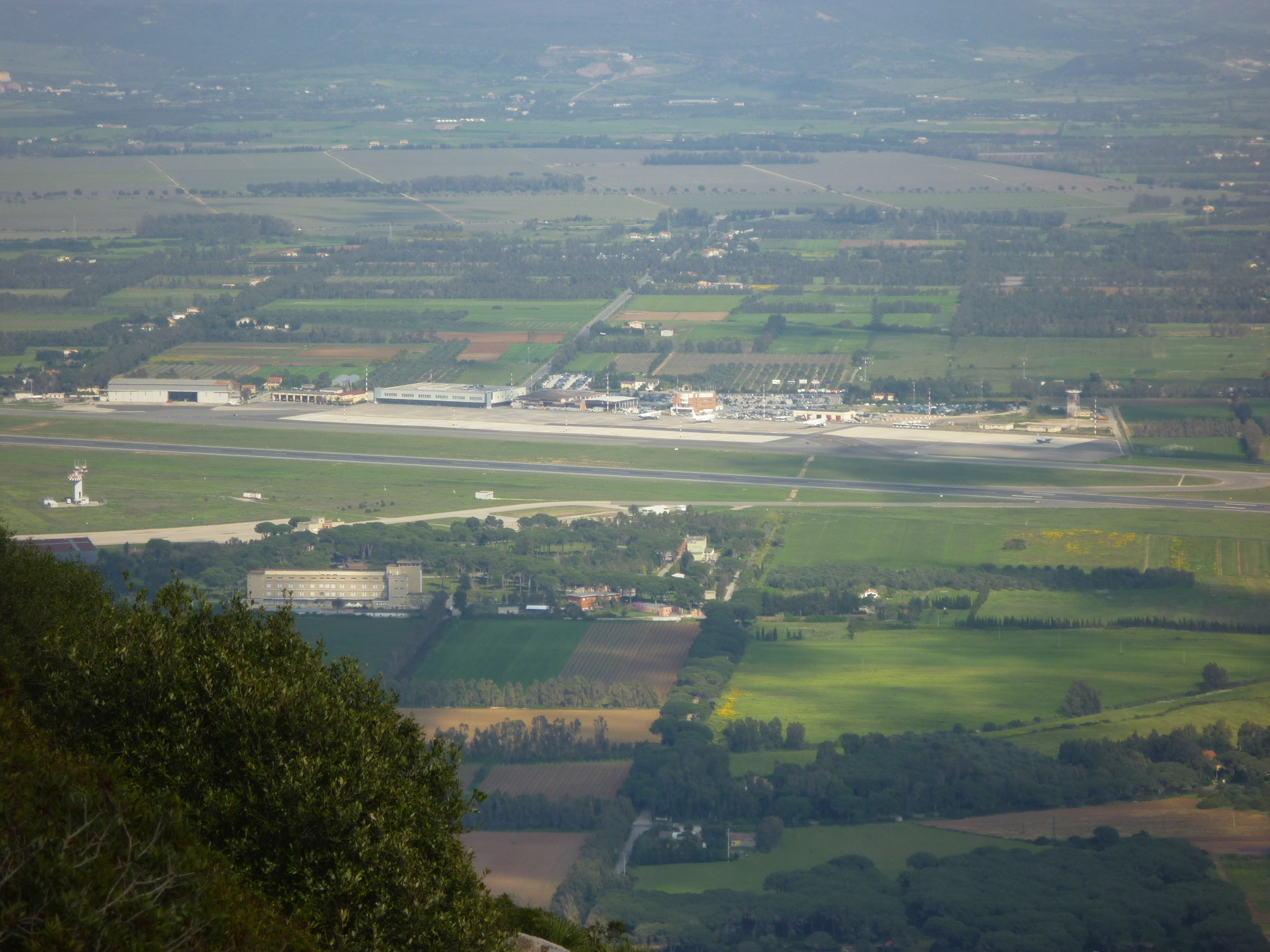
Veduta panoramica dall'area della stazione meteorologica

La stazione meteorologica di Alghero Fertilia (in catalano: Estaciò meteoròlogica de l'Alguer Fertilia) è la stazione meteorologica di riferimento per il Servizio meteorologico dell'Aeronautica Militare e per l'Organizzazione meteorologica mondiale, relativa alla città di Alghero e alla Riviera del Corallo. È gestita dall'ENAV.

## Caratteristiche
La stazione meteorologica si trova nell'Italia insulare, in Sardegna, a pochi km dalla frazione di Fertilia nel comune di Alghero, presso l'aeroporto di Alghero-Fertilia, a 23 metri s.l.m. e alle coordinate geografiche 40°38′22.74″N 8°17′33.12″E.

## Medie climatiche ufficiali

### Dati climatologici 1971-2000
In base alle medie climatiche del trentennio 1971-2000, la temperatura media del mese più freddo, gennaio, è di +9,8 °C, mentre quella del mese più caldo, agosto, è di +23,9 °C; mediamente si contano 5 giorni di gelo all'anno e 40 giorni annui con temperatura massima uguale o superiore ai 30 °C. Nel trentennio esaminato, i valori estremi di temperatura sono i +41,8 °C del luglio 1983 e i -4,8 °C del gennaio 1981.
Le precipitazioni medie annue si attestano a 573 mm, mediamente distribuite in 65 giorni, con minimo in estate e picco massimo in autunno.
L'umidità relativa media annua fa registrare il valore di 75,3% con minimo di 69% a luglio e massimo di 80% a dicembre; mediamente si contano 44 giorni all'anno con episodi nebbiosi.
Di seguito è riportata la tabella con le medie climatiche e i valori massimi e minimi assoluti registrati nel trentennio 1971-2000 e pubblicati nell'Atlante climatico d'Italia del Servizio meteorologico dell'Aeronautica Militare relativo al medesimo trentennio.
| Alghero Fertilia (1971-2000)    | Mesi        | Mesi        | Mesi        | Mesi        | Mesi        | Mesi        | Mesi        | Mesi        | Mesi        | Mesi        | Mesi        | Mesi        | Stagioni | Stagioni | Stagioni | Stagioni | Anno  |
| Alghero Fertilia (1971-2000)    | Gen         | Feb         | Mar         | Apr         | Mag         | Giu         | Lug         | Ago         | Set         | Ott         | Nov         | Dic         | Inv      | Pri      | Est      | Aut      | Anno  |
| ------------------------------- | ----------- | ----------- | ----------- | ----------- | ----------- | ----------- | ----------- | ----------- | ----------- | ----------- | ----------- | ----------- | -------- | -------- | -------- | -------- | ----- |
| T. max. media (°C)              | 13,8        | 14,0        | 15,5        | 17,6        | 22,0        | 26,0        | 29,4        | 29,8        | 26,6        | 22,3        | 17,6        | 14,7        | 14,2     | 18,4     | 28,4     | 22,2     | 20,8  |
| T. min. media (°C)              | 5,8         | 5,7         | 6,5         | 8,3         | 11,5        | 15,0        | 17,4        | 18,0        | 15,8        | 12,8        | 9,1         | 6,8         | 6,1      | 8,8      | 16,8     | 12,6     | 11,1  |
| T. max. assoluta (°C)           | 20,6 (1997) | 23,0 (1979) | 26,0 (1974) | 28,2 (1999) | 33,0 (1981) | 37,1 (1998) | 41,8 (1983) | 40,1 (1994) | 35,6 (1975) | 32,0 (1991) | 26,2 (1984) | 21,4 (1989) | 23,0     | 33,0     | 41,8     | 35,6     | 41,8  |
| T. min. assoluta (°C)           | −4,8 (1981) | −3,0 (1993) | −2,8 (1993) | −2,4 (1995) | 4,4 (1991)  | 8,0 (1986)  | 10,3 (1981) | 10,2 (1985) | 9,5 (1996)  | 5,4 (1983)  | −1,1 (1995) | −3,4 (1999) | −4,8     | −2,8     | 8,0      | −1,1     | −4,8  |
| Giorni di calura (Tmax ≥ 30 °C) | 0           | 0           | 0           | 0           | 0           | 5           | 14          | 16          | 5           | 0           | 0           | 0           | 0        | 0        | 35       | 5        | 40    |
| Giorni di gelo (Tmin ≤ 0 °C)    | 2           | 1           | 1           | 0           | 0           | 0           | 0           | 0           | 0           | 0           | 0           | 1           | 4        | 1        | 0        | 0        | 5     |
| Precipitazioni (mm)             | 71,7        | 56,2        | 61,8        | 49,2        | 27,2        | 17,0        | 5,3         | 24,7        | 38,1        | 80,1        | 78,9        | 63,2        | 191,1    | 138,2    | 47,0     | 197,1    | 573,4 |
| Giorni di pioggia               | 8           | 8           | 7           | 7           | 4           | 2           | 1           | 2           | 4           | 7           | 8           | 7           | 23       | 18       | 5        | 19       | 65    |
| Giorni di nebbia                | 5           | 4           | 4           | 3           | 5           | 2           | 3           | 4           | 2           | 4           | 4           | 4           | 13       | 12       | 9        | 10       | 44    |
| Umidità relativa media (%)      | 79          | 78          | 77          | 76          | 74          | 72          | 69          | 71          | 73          | 76          | 79          | 80          | 79       | 75,7     | 70,7     | 76       | 75,3  |

### Dati climatologici 1961-1990
In base alla media trentennale di riferimento (1961-1990) per l'Organizzazione meteorologica mondiale, la temperatura media del mese più freddo, gennaio, si attesta attorno a +10,1 °C; quella del mese più caldo, agosto, è di +23,4 °C. Nel medesimo trentennio, la temperatura minima assoluta ha toccato i -4,8 °C nel gennaio 1981 (media delle minime assolute annue di -1,1 °C), mentre la massima assoluta ha fatto registrare i +41,8 °C del luglio 1983; nell'archivio NOAA è registrato anche un improbabile +44,2 °C il 29 luglio dello stesso anno. (media delle massime assolute annue di +36,8 °C).
La nuvolosità media annua si attesta a 3,7 okta giornalieri, con minimo in luglio di 1,7 okta giornalieri e massimi di 4,7 okta giornalieri a gennaio e a febbraio.
Le precipitazioni medie annue si attestano a 590 mm, distribuite mediamente in 71 giorni, con minimo in primavera-estate e picco autunnale.
L'umidità relativa media annua fa registrare il valore di 74,8% con minimo a luglio del 66% e massimi di 80% a dicembre e a gennaio.
L'eliofania assoluta media annua si attesta a 7,1 ore giornaliere, con massimo in luglio di 11,3 ore giornaliere e minimo di 3,7 ore giornaliere a dicembre.
La pressione atmosferica media annua normalizzata al livello del mare si attesta a 1016,1 hPa, con massimi di 1018 hPa a settembre e ad ottobre e minimo di 1014 hPa ad aprile.
| Alghero Fertilia (1961-1990)                         | Mesi        | Mesi        | Mesi        | Mesi        | Mesi        | Mesi        | Mesi        | Mesi        | Mesi        | Mesi        | Mesi        | Mesi        | Stagioni | Stagioni | Stagioni | Stagioni | Anno    |
| Alghero Fertilia (1961-1990)                         | Gen         | Feb         | Mar         | Apr         | Mag         | Giu         | Lug         | Ago         | Set         | Ott         | Nov         | Dic         | Inv      | Pri      | Est      | Aut      | Anno    |
| ---------------------------------------------------- | ----------- | ----------- | ----------- | ----------- | ----------- | ----------- | ----------- | ----------- | ----------- | ----------- | ----------- | ----------- | -------- | -------- | -------- | -------- | ------- |
| T. max. media (°C)                                   | 13,9        | 14,1        | 15,1        | 17,5        | 21,5        | 25,4        | 28,9        | 28,8        | 26,2        | 22,3        | 17,6        | 14,7        | 14,2     | 18,0     | 27,7     | 22,0     | 20,5    |
| T. min. media (°C)                                   | 6,3         | 6,3         | 7,1         | 8,9         | 11,8        | 15,3        | 17,7        | 18,0        | 16,2        | 13,1        | 9,7         | 7,4         | 6,7      | 9,3      | 17,0     | 13,0     | 11,5    |
| T. max. assoluta (°C)                                | 20,2 (1982) | 23,0 (1979) | 26,0 (1974) | 26,9 (1969) | 33,0 (1981) | 35,6 (1982) | 41,8 (1983) | 39,4 (1978) | 35,6 (1975) | 32,2 (1970) | 27,4 (1964) | 21,4 (1989) | 23,0     | 33,0     | 41,8     | 35,6     | 41,8    |
| T. min. assoluta (°C)                                | −4,8 (1981) | −2,0 (1962) | −2,4 (1988) | 0,8 (1983)  | 4,0 (1962)  | 8,0 (1986)  | 9,6 (1966)  | 10,2 (1985) | 9,6 (1971)  | 5,4 (1983)  | 0,2 (1981)  | −2,0 (1980) | −4,8     | −2,4     | 8,0      | 0,2      | −4,8    |
| Nuvolosità (okta al giorno)                          | 4,7         | 4,7         | 4,6         | 4,5         | 3,8         | 3,0         | 1,7         | 2,0         | 2,9         | 3,6         | 4,4         | 4,6         | 4,7      | 4,3      | 2,2      | 3,6      | 3,7     |
| Precipitazioni (mm)                                  | 64,5        | 67,5        | 51,2        | 44,7        | 24,7        | 12,9        | 5,1         | 11,9        | 38,9        | 75,9        | 103,7       | 89,1        | 221,1    | 120,6    | 29,9     | 218,5    | 590,1   |
| Giorni di pioggia                                    | 9           | 9           | 7           | 7           | 4           | 2           | 1           | 1           | 4           | 7           | 10          | 10          | 28       | 18       | 4        | 21       | 71      |
| Umidità relativa media (%)                           | 80          | 79          | 77          | 76          | 74          | 70          | 66          | 69          | 72          | 76          | 79          | 80          | 79,7     | 75,7     | 68,3     | 75,7     | 74,8    |
| Eliofania assoluta (ore al giorno)                   | 4,1         | 4,9         | 6,0         | 7,2         | 8,7         | 10,0        | 11,3        | 10,2        | 8,3         | 6,5         | 4,6         | 3,7         | 4,2      | 7,3      | 10,5     | 6,5      | 7,1     |
| Radiazione solare globale media (centesimi di MJ/m²) | 685         | 958         | 1 455       | 1 946       | 2 366       | 2 660       | 2 780       | 2 403       | 1 871       | 1 270       | 765         | 587         | 2 230    | 5 767    | 7 843    | 3 906    | 19 746  |
| Pressione a 0 metri s.l.m. (hPa)                     | 1 017       | 1 015       | 1 015       | 1 014       | 1 015       | 1 016       | 1 017       | 1 016       | 1 018       | 1 018       | 1 016       | 1 016       | 1 016    | 1 014,7  | 1 016,3  | 1 017,3  | 1 016,1 |

## Valori estremi

### Temperature estreme mensili dal 1946 ad oggi
Nella tabella sottostante sono riportati i valori delle temperature estreme mensili registrate presso la stazione meteorologica dal 1946 ad oggi. Nel periodo esaminato, la temperatura minima assoluta ha toccato i -4,8 °C nel gennaio 1981 mentre la massima assoluta ha raggiunto i +42,7 °C nel luglio 2023. 
È stata screditata la temperatura massima di +44,2 °C del 29/07/1983 riportata nell’archivio Global Summary of the Day (GSOD) del NOAA, valore incompatibile con l’andamento della temperatura giornaliera presso la stessa stazione che vide una temperatura massima oraria tra i vari METAR effettuati di +40 °C alle 15 (ora locale).
| Alghero Fertilia (1946-2023) | Mesi        | Mesi        | Mesi        | Mesi        | Mesi        | Mesi        | Mesi        | Mesi        | Mesi        | Mesi        | Mesi        | Mesi        | Stagioni | Stagioni | Stagioni | Stagioni | Anno |
| Alghero Fertilia (1946-2023) | Gen         | Feb         | Mar         | Apr         | Mag         | Giu         | Lug         | Ago         | Set         | Ott         | Nov         | Dic         | Inv      | Pri      | Est      | Aut      | Anno |
| ---------------------------- | ----------- | ----------- | ----------- | ----------- | ----------- | ----------- | ----------- | ----------- | ----------- | ----------- | ----------- | ----------- | -------- | -------- | -------- | -------- | ---- |
| T. max. assoluta (°C)        | 21,5 (2018) | 24,3 (2021) | 28,4 (1952) | 31,9 (1949) | 37,0 (2009) | 40,4 (2022) | 42,7 (2023) | 41,9 (2017) | 38,2 (2023) | 33,1 (2003) | 27,8 (2011) | 22,6 (2010) | 24,3     | 37,0     | 42,7     | 38,2     | 42,7 |
| T. min. assoluta (°C)        | −4,8 (1981) | −3,8 (2012) | −2,8 (1993) | −2,4 (1995) | 3,0 (2019)  | 7,6 (2006)  | 9,6 (1966)  | 10,2 (1985) | 5,8 (2001)  | 1,8 (2007)  | −1,1 (1995) | −3,4 (1999) | −4,8     | −2,8     | 7,6      | −1,1     | −4,8 |